# Ningping
Ningping (kinesiska: 宁平, 宁平镇) är en köping i Kina. Den ligger i provinsen Henan, i den centrala delen av landet, omkring 200 kilometer sydost om provinshuvudstaden Zhengzhou. Antalet invånare är 46 326. Befolkningen består av 23 586 kvinnor och 22 740 män. Barn under 15 år utgör 27,0 %, vuxna 15-64 år 62 %, och äldre över 65 år 10,0 %.
Genomsnittlig årsnederbörd är 998 millimeter. Den regnigaste månaden är augusti, med i genomsnitt 192 mm nederbörd, och den torraste är januari, med 9 mm nederbörd.